# MC Einar
MC Einar var en dansk rap-gruppe fra København. Den bestod af Einar Enemark (rap), Nikolaj Peyk (tekst og producer), Jan Kabré (scratch),  Jesper Willeforte (beatboxing) og Ole Jensen (guitar). Gruppen er kendt som Danmarks første dansksprogede rap-gruppe og bredt anerkendt som blandt pionererne i dansk hiphop. Gruppen blev grundlagt i 1987 og udgav to succesfulde studiealbums samt singlen "Jul det' cool", der siden er blevet en af de mest spillede julesange i dansk radio. Siden 1990 har gruppen kun været samlet for at give enkelte koncerter.

## Historie
Gruppen blev i 1987 dannet af de to hiphop-DJ's Nikolaj Peyk og DJ Jan. Peyk fik sin gamle ven Einar Enemark med i bandet som forsanger på trods af, at han intet forhold havde til hiphop på det tidspunkt. Jan og Peyk stod for musikken, mens teksterne blev skrevet af Peyk, som også producerede alle studieudgivelser, og Enemark sang dem. I forbindelse med indspilningen af debutalbummet Den Nye Stil blev Jesper Vildmand og OJ faste medlemmer i bandet. Jesper Vildmand leverede primært oralpercussion (human beatbox), mens OJ spillede bas og guitar.
MC Einars debutalbum Den Nye Stil udkom i 1988. Med hits som "En af den slags dage", "Sorgenfri Rap" og "Superskufle" blev albummet en salgssucces og rykkede MC Einar op fra undergrunden og ud til et bredt publikum. Senere samme år nåede gruppens popularitet nye højder med julesangen "Jul det' cool". Sangen har efterhånden fået status af juleevergreen, selv om nummeret tekstmæssigt tager afstand fra netop de ting, julen står for. "Jul det' cool" benytter en sampling af nummeret "Sleigh Ride" fra albummet Christmas Wonderland (1963) indspillet af Bert Kaempfert and His Orchestra, som er komponeret af den amerikanske komponist Leroy Anderson i 1949. Således modtager Anderson 77 procent af de royalties sangen indtjener, når den f.eks. bliver spillet i radioen. Ifølge Koda var sangen i perioden 2008-2012 den mest spillede julesang i radioen.
I 1989 udgav MC Einar albummet Arh Dér!, hvor især titelnummeret, "Arh Dér!" opnåede en vis succes. Albummet opnåede dog ikke den samme succes som Den Nye Stil. Først adskillige år senere, efter bandets opløsning, begyndte Arh Dér! at sælge, og efterhånden som prisen for et brugt eksemplar i genbrugsbutikkerne steg, blev albummet genudgivet fra pladeselskabet. I 1990 gik gruppen i opløsning efter interne uenigheder. De har dog været samlet til koncerter flere gange siden.
I 1994 udkom opsamlingsalbummet Og Såd'n Noget. Samme år indspillede de også børnesangen "Oles nye autobil" til albummet Pa-Papegøje, som var en del af serien Åh Abe, der indeholder børnesange indspillet af en lang række kunstnere. Albummet fik prisen for "Årets Danske Børneudgivelse" ved Danish Music Awards i 1995.
I 2011 udgav Einar Enemark den anmelderroste selvbiografi Manden der var MC Einar (People'sPress), der blev skrevet i samarbejde med musikanmelder og forfatter Anders Houmøller Thomsen.
I 2012 modtog MC Einar Pioneerprisen ved Årets Steppeulv med begrundelsen"De fem medlemmer stoppede på toppen. Det tog lang tid, faktisk årevis, før dansk rap kom sig over tabet. Før nogen og genopfandt hiphop på modersmålet. Det var jo nødvendigt at finde et nyt sprog og nyt flow. Det gamle guld og Den Nye Stil kunne ikke overgås.".
I 2019 blev podcasten Den nye stil produceret til DR P3, som omhandlede dansk raphistorie, hvor Peyk fortalte om gruppen.

## Medlemmer
- MC Einar (Einar Enemark) – rap
- DJ Peyk (Nikolaj Peyk) –  mixer, producer m.m. – også kendt fra rapgruppen Østkyst Hustlers
- DJ Jan (Jan Kabré) dj'ing, scratch m.m.
- Jesper Vildmand (Jesper Willeforte) – oral percussion
- OJ (Ole Jensen) – guitar

## Diskografi

### Albums
- Den Nye Stil (1988)
- Arh Der! (1989)

### Opsamlingsalbums
- Og Såd'n Noget (1994)

### Singler
- "En Af Den Slags Dage" / "Den Nye Stil" (1988)
- "Provokerer Onanerer" / "Poptøs" (1988)
- "Jul det' cool" (EP) (1988)
- "Panik" (1989)
- "Hva' Fanden er Det For En Tid At Komme På?" (1989)
- "Kniber" (1989)
- "Arh Dér!" (1990)